# 二見忠男
二見 忠男（ふたみ ただお、1931年〈昭和6年〉7月21日 - 1994年〈平成6年〉8月1日）は日本の俳優、声優。本名同じ。
東京都出身。早稲田大学卒業。テアトル・エコーに所属していた。

## 来歴・人物
大学卒業後、1957年2月、グループかささぎに所属。1958年3月にテアトル・エコーに入団。味わい深い脇役としてテレビドラマ、舞台、映画、アニメなどで活躍。特に『仮面の忍者 赤影』では飄逸な忍者を一人二役で演じた。
1970年代、1980年代には『太陽にほえろ!』をはじめ、東宝・NTV系のアクションドラマの悪役としてもお馴染みの存在だった。
テアトル・エコー退団後はオールススタッフへ移籍。舞台『いずみたくミュージカル・俺たちは天使じゃない』を最後に、1994年8月1日、肺癌のため死去。63歳没。

## 後任
二見の死後、持ち役を引き継いだ人物は以下の通り。
| 後任       | キャラクター名   | 概要作品             | 後任の初担当作品                                               |
| ---------- | ---------------- | -------------------- | -------------------------------------------------------------- |
| 田中亮一   | イカデビル       | 『仮面ライダー』     | 『仮面ライダー 正義の系譜』                                    |
| 田中亮一   | カミキリキッド   | 『仮面ライダー』     | 『仮面ライダー 正義の系譜』                                    |
| 石森達幸   | てれすけ         | 『白雪姫』           | 『キングダム ハーツ バース バイ スリープ』                     |
| 多田野曜平 | てれすけ         | 『白雪姫』           | 『ミッキーマウス!』                                            |
| 梅津秀行   | てれすけ         | 『白雪姫』           | 『ディズニー・クリスマス・ストーリーズ』                       |
| 関智一     | イカデビル       | 『仮面ライダー』     | 『劇場版 仮面ライダーディケイド オールライダー対大ショッカー』 |
| 町田政則   | ハットリジンゾウ | 『忍者ハットリくん』 | 『忍者ハットリくん 2012年インド版』                            |

## 出演作品（俳優）

### テレビドラマ
- チエミのかわら版太平記（1959年、CX）
- ぼうふら紳士 第34話（1960年、CX）
- 侍 第28話「国士無双」（1961年、KTV）
- 浮雲 （1963年、NTV）
- 忍者部隊月光（CX）
  - 第21話「謀報尾行作戦 前篇」（1964年）
  - 第22話「諜報尾行作戦 後篇」（1964年） - セルパン（ブラック団工作員）
  - 第43話「地獄鍋作戦 前篇」（1964年）
  - 第44話「地獄鍋作戦 後篇」（1964年） - ベアード（ブラック団隊長）
  - 第102話「大島ライン作戦 前篇」（1965年） - 連絡船内の男
- 特別機動捜査隊 第166話「善意の街」（1964年、NET）
- いまに見ておれ 第6話（1964年、TBS / 国際放映）
- 特捜シリーズ 第11話「狼がいっぱい」（1964年、CX）
- 素浪人　月影兵庫（NET）
  - 第1シリーズ 第4話「黒い霧が流れていた」（1965年）- 鉄砲政
  - 第2シリーズ 第71話「おらは死んじまった筈だった」（1968年）- 居酒屋の親父
- 氷点（1966年、NET）
- 泣いてたまるか （TBS）
  - 第2話「やじろべえ夫婦」（1966年）
  - 第50話「先生海でしごかれる」（1967年）
  - 第74話「意地が涙を」（1968年）
- 三匹の侍（CX）
  - 第4シリーズ 第13話「抜け忍非情」（1966年） - 小一郎
  - 第5シリーズ 第21話「助三郎覚書」（1968年） - 金次
  - 第6シリーズ 第12話「土は哭いていた」（1968年） - 伝次
- これが青春だ 第14話「とんだ拾いもの」（1967年、NTV）
- マグマ大使 第35話「危うしマグマ基地」（1967年、CX） - ゴアの部下・阿部峠の猟師
- 快獣ブースカ（1967年、NTV） - ガマ尾八九郎（日の出町町長）
  - 第32話「すてきな怪獣の日」
  - 第39話「百トン旋風ワッショイ!」
- 仮面の忍者 赤影（KTV）
  - 第35話「梟怪獣ガッポ」（1967年） - 伊賀忍者・ホオジロの鼻
  - 第42話「忍法はがね鞭」- 第47話「魔風堂の怪獣」（1968年） - 雲間猿彦 / 雲間犬彦
- コメットさん 第1期（1968年、TBS）
- 河童の三平 妖怪大作戦 第3話「吸血自動車」（1968年、NET） - 妖怪血なめ
- 男はつらいよ 第1話（1969年） - 寅次郎の仲間
- バンパイヤ 第18話「憎しみを越えて」（1969年、CX） - トラック運転手
- 東京バイパス指令 第21話「イヌは誰だ」（1969年、NTV）
- 無用ノ介 第9話「やってきた無用ノ介」（1969年、NTV） - 地獄虫
- プレイガール 第26話「女が野生に帰るとき」（1969年、12ch）
- フラワーアクション009ノ1 第12話「バカンスは危険がいっぱい」（1969年、CX / 東映）
- 木下恵介・人間の歌シリーズ　俄－浪花遊侠伝（1970年、TBS）
- 鬼平犯科帳 第1シリーズ（1969年 ‐ 1970年、NET / 東宝）
  - 第6話「本所・桜屋敷」 ‐ 丑五郎
  - 第52話「乞食坊主」‐ 三造
  - 第64話「女の一念」- 草加の仙蔵
- 素浪人 花山大吉（NET）
  - 第40話「目玉が火事でもてていた」（1969年） - 伍作
  - 第53話「ドカンと一発春がきた」（1970年） - 小ボケ
- ゴールドアイ 第7話「姿なき殺人者」（1970年、NTV / 東映）
- 時間ですよ（1970年、TBS）
- おひかえあそばせ 第1話「勢揃い花の六人衆」（1971年、NTV / ユニオン映画） - 紙芝居屋
- 人形佐七捕物帳 第11話「怪談 捕物三つ巴」（1971年、NET / 東宝） - 宅助
- 遠山の金さん捕物帳（NET）
  - 第54話「握られた女」（1971年） - 京太
  - 第154話「熊さんを泣かせた女」（1973年）
- 千葉周作 剣道まっしぐら 第24話「剣は愛をこめて」（1971年、TBS）- 乞食
- ターゲットメン 第6話「東京タワー大爆発」（1971年、NET / 東映）
- おれは男だ! 第39話「弘二さんあなたの赤ちゃんです！」（1972年、NTV / 松竹）
- 怪人オヨヨ（1972年、NHK） - 張念天
- 雑居時代（1973年、NTV） - 週刊ドリーム編集長
- 太陽にほえろ!（NTV / 東宝）
  - 第35話「愛するものの叫び」（1973年） - 情報屋
  - 第157話「対決! 6対6」（1975年） - 書店店主
  - 第213話「正当防衛」（1976年） - パークサイド店主
  - 第284話「正月の家」（1978年） - 定食屋店主
  - 第354話「交番爆破」（1979年） - 酔っ払い
  - 第424話「拳銃を追え!」（1980年） - 青木
  - 第478話「汚れた警察」（1981年） - 井上耕三（丸商たばこ店店主）
- ワイルド7 第18話「赤い星を狙え」（1973年、NTV / 国際放映） - 丸石商事社長
- 子連れ狼 第1部 第21話「残菊の宿」（1973年、NTV） - 晴吉
- ウルトラマンレオ（1974年、TBS） - 梅田兄妹の父親
  - 第3話「涙よさよなら…」
  - 第5話「泣くな! おまえは男の子」
- 大盗賊 第5話「用心棒で稼げ!」（1974年、CX）
- 寺内貫太郎一家 第33話（1974年、TBS）- 竹中
- 傷だらけの天使 第4話「港町に男涙のブルースを」（1974年、NTV） - 殺し屋
- 水もれ甲介 第18話「受験シーズンの幽霊」（1975年、NTV） - 喫茶サントスの主人
- 伝七捕物帳 第80話「むすぶ情の夫婦そば」（1975年、NTV） - 喜八
- 鬼平犯科帳'75 第9話「流星」（1975年、NET / 東宝） ※丹波哲郎版
- コンドールマン 第9話「恐怖の吐かせ屋!」 - 第11話「ゼニクレージー大反撃」（1975年、NET） - コインマー
- 俺たちの勲章 第12話「海を撃った日」（1975年、NTV） - 密造組織の男
- 隠し目付参上 第8話「穴のむこうは極楽か」（1976年、MBS） - 吾助
- いろはの"い" 第11話「あて逃げ」（1976年、NTV） - 小林
- 俺たちの朝 第3話「白い帆と風と俺」（1976年、NTV） - 乗客
- 気まぐれ天使 第25話「花の命はみじかくて」（1977年、NTV） - 医師
- 気まぐれ本格派（1977年、NTV）
  - 第13話「一寛の恋も一巻の終り」
  - 第14話「しゃあんめェ、霧子」
- 大河ドラマ（NHK）
  - 花神（1977年） - 紙屋の亭主
  - 黄金の日日（1978年） - 弥次郎
  - 春の波涛（1985年） - 中村座の座元
- 俺たちの祭 第18話「幸福の時」（1978年、NTV）
- 円盤戦争バンキッド（1976年、NTV）
  - 第3話「ハマキ型母船出現の謎」 - ロクさん
  - 第12話「おヘソを狙う宇宙人」 - テロン博士
- 大追跡 第15話「黒い影」（1978年、NTV） - 森崎刑事（足柄東署）
- 熱中時代（NTV）
  - 教師編
    - 第1シリーズ 第7話「熱中先生二ヶ月目のピンチ」（1978年） - 医師
    - 第2シリーズ 第17話「祖父母会とボートレース」（1980年） - 文房具店主人

  - 刑事編 第13話「新婚旅行で大手柄」（1979年） - 漁師
- 同心部屋御用帳 江戸の旋風IV 第7話「剣と千羽鶴」（1978年、CX） - 常松
- 江戸の激斗 第13話「名もない男達の詩」（1979年、CX） - 勘助
- 半七捕物帳 第1話「異人の首」（1979年、ANB）
- あめりか物語（1979年、NHK） - 門脇源助
- 鬼平犯科帳 第1シリーズ 第13話「蛇の眼」（1980年、ANB）按摩の彦の市
- 大江戸捜査網 第512話「稲妻お竜の旅立ち」（1981年、12ch） - 源次
- 峠の群像（1982年、NHK） - 銀平
- 火曜サスペンス劇場（NTV）
  - 松本清張の指（1982年7月27日）
  - 狙われた美人キャスター（1983年3月1日）
- 銀河テレビ小説 / 青春前後不覚（1983年、NHK）
- 事件記者チャボ! 第1話「チャボが大騒ぎでやってきた」（1983年） - ボーイ
- 宮本武蔵（1984年、NHK） - 佐助
- 刑事物語'85 第1話「殺意のいたずら電話」（1985年、NTV）
- 必殺まっしぐら! 第3話「相手は壇ノ浦の亡霊」（1986年、ABC） - 法師
- じゃあまん探偵団 魔隣組 第20話「バリカン軍団、現わる!」（1988年、CX）- 校長先生
- 野望の国（1989年、NTV）
- 世にも奇妙な物語（1991年、CX）
  - 「夢」
  - 「死神」
- 君の名は（1991年 - 1992年、NHK）
- 旅情サスペンス / 花梨 みちのく誘惑の甘い罠（1992年、KTV）

### 映画
- 日本一の裏切り男（1968年、東宝）
- 日本一の断絶男（1969年、東宝）
- ブラック・コメディ ああ! 馬鹿（1969年、東宝）
- 新・男はつらいよ（1970年、松竹）
- 幽霊屋敷の恐怖 血を吸う人形（1970年、東宝）
- 呪いの館 血を吸う眼（1971年、東宝）
- 股旅（1973年、ATG）
- 血を吸う薔薇（1974年、東宝）
- 沖田総司（1974年、東宝）
- タンポポ（1985年、東宝）
- マルサの女（1987年、東宝）
- 泣きぼくろ（1991年、松竹富士）

### オリジナルビデオ
- Bay City ギャンブラー（1991年、松竹ホームビデオ）

### 舞台
- 男の中の男（1958年） - 支配人[4]
- 11ぴきのネコ（1971年[7]、1973年） - にゃん蔵※阪脩とのダブルキャスト[8]
- マックザナイフ（1986年） - すみす警部[9]
- 純情雪景色
- いずみたくミュージカル・俺たちは天使じゃない
- 歌麿
- 小林一茶

## 出演作品（声優）
※太字はメインキャラクター。

### テレビアニメ
- ビッグX（1964年） - レインボー博士
- リボンの騎士（1967年） - 殺し屋C
- ひみつのアッコちゃん第1期（1970年） - 金蔵
- 魔法のマコちゃん（1971年）
- 国松さまのお通りだい（1972年） - のんき先生
- 天才バカボン（1972年）
- 家なき子（1977年） - ジョルジュ・エスピナッス
- ペリーヌ物語（1978年） - マリオ
- ルパン三世 (TV第2シリーズ)（1978年） - 白毛[要出典]
- ジャン・バルジャン物語（1979年） - テナルディエ
- トム・ソーヤーの冒険（1980年） - ミッチェル医師
- 忍者ハットリくん（1981年） - ハットリジンゾウ
- ゲームセンターあらし（1982年） - 船頭
- オズの魔法使い（1986年） - オズ大王
- エスパー魔美（1987年） - 先生
- シティハンター2（1988年） - じいさん
- 美味しんぼ（1989年） - 権兵衛
- ビリ犬なんでも商会（1989年） - 一発
- チンプイ（1989年） - ヒコザーモン

### 劇場アニメ
- 11ぴきのねこ（1980年） - 警察署長
- ドラえもん のび太の宇宙開拓史（1981年） - カモラン
- 21エモン 宇宙へいらっしゃい!（1981年） - パパ
- 対馬丸 —さようなら沖繩—（1982年） - 船長
- 象のいない動物園（1982年）
- 忍者ハットリくん ニンニンふるさと大作戦の巻（1983年） - ハットリの父
- 11ぴきのねことあほうどり（1986年） - 警察署長

### 吹き替え

#### 洋画
- がい骨（マルコ〈パトリック・ワイマーク〉） ※日本テレビ版
- 刑事マディガン（ミジェット〈マイケル・ダン〉）※テレビ朝日版（BD収録）
- 拳精
- 少林寺木人拳

#### 海外アニメ
- 白雪姫（てれすけ）
- プーさんとはちみつ（ラビット）

#### 人形劇
- サンダーバード（サム・ソルツマン、サンチョス）

### 特撮
- 宇宙鉄人キョーダイン（デスガッターの声〈初代〉、デスフラッシュの声〈3代目〉）
- 仮面ライダーシリーズ
  - 仮面ライダー（カミキリキッドの声、イカデビルの声[要出典]）
    - 仮面ライダー対じごく大使（カミキリキッドの声）

  - 仮面ライダー (スカイライダー)（ミミンガーの声）
- ザ・カゲスター（キノコンガの声）
- バトルホーク（バルキの声）

### ラジオ
- ラジオドラマ版『マカロニほうれん荘』（1978年、TBSラジオ） - 金藤日陽

### その他のコンテンツ
- 東京ディズニーランド
  - 白雪姫と七人のこびと（てれすけ）